# MAN SE

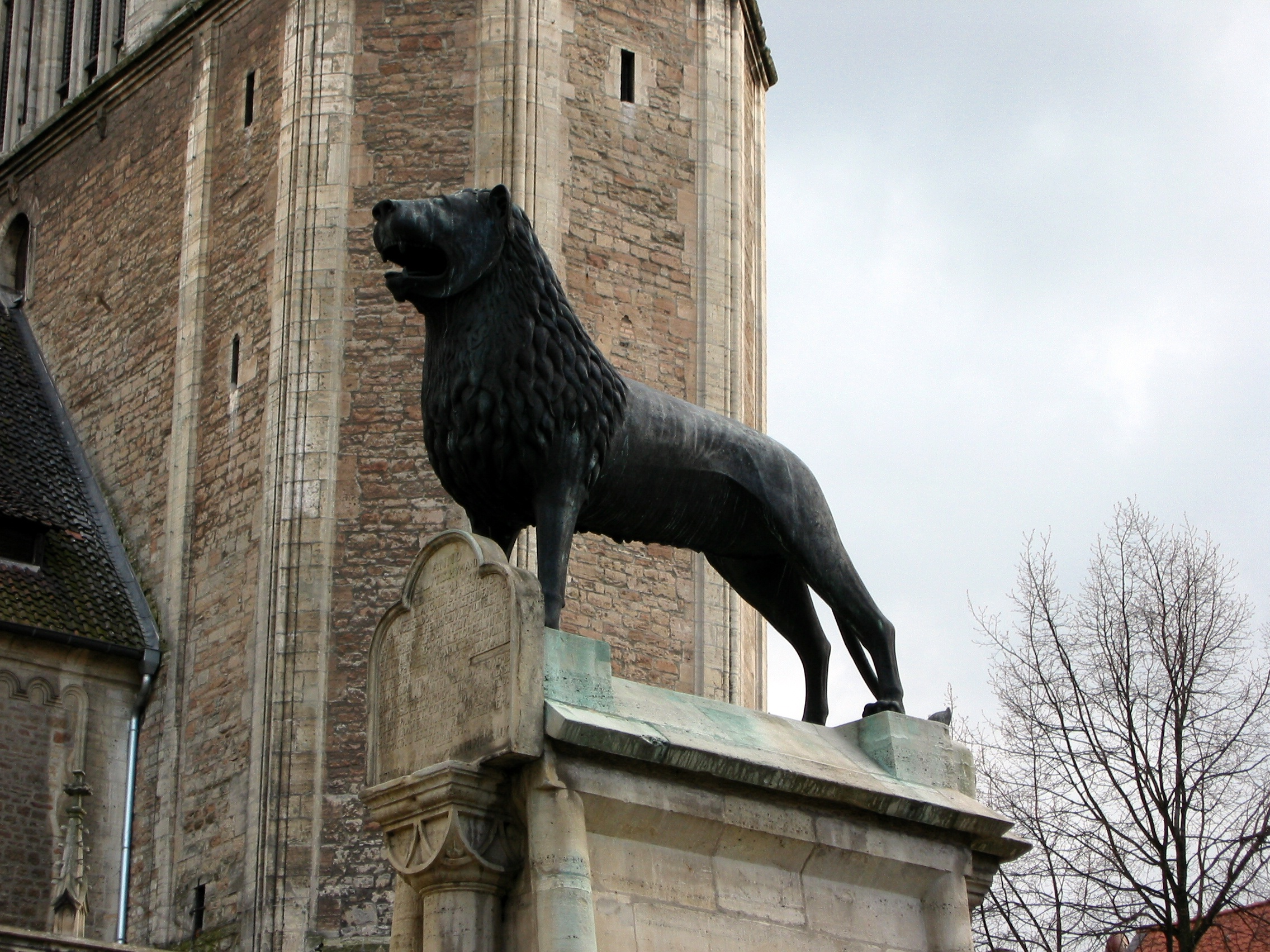
Statyn Braunschweiger Löwe i Braunschweig återfinns som symbol på MAN:s lastbilar.

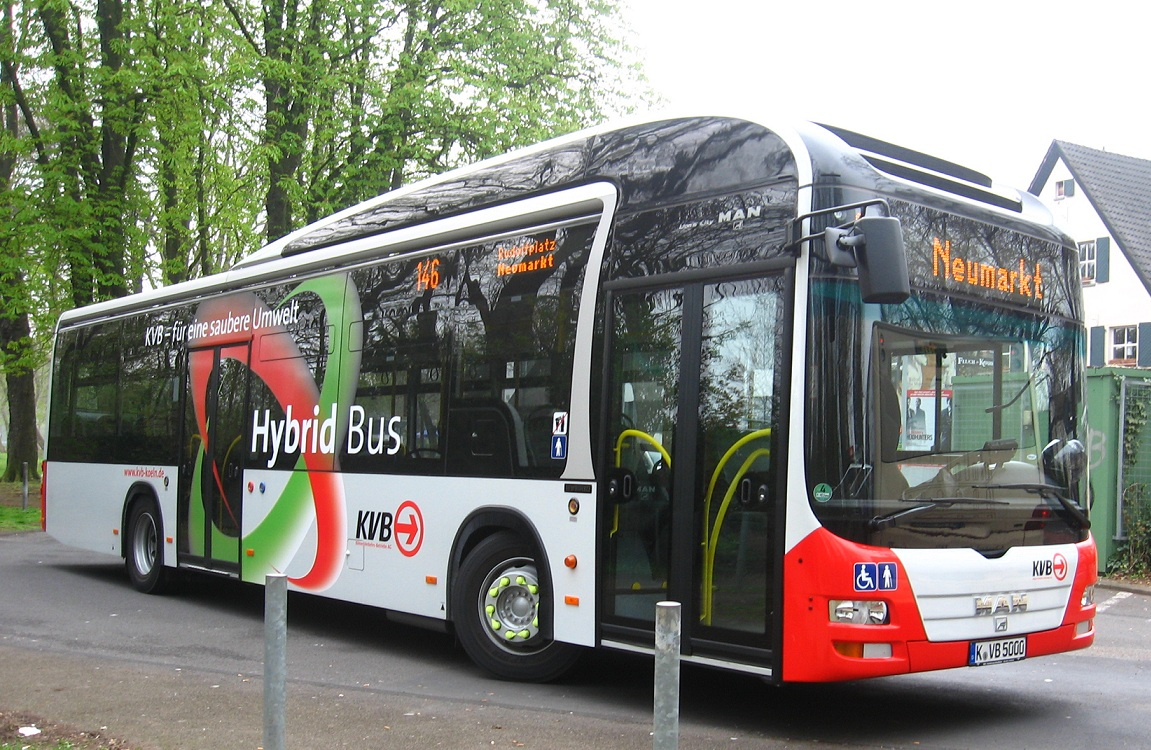
MAN-Lion's City Hybridbuss.

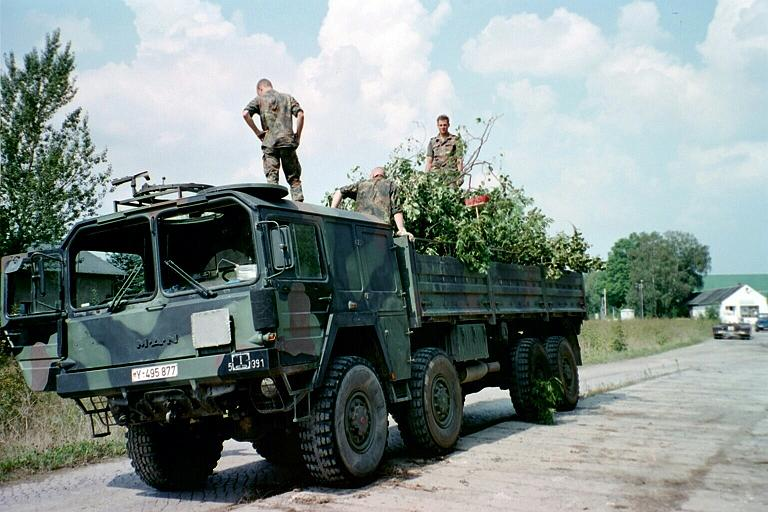
MAN:s terränglastbilar är vanliga i tyska Bundeswehr.

MAN SE, ursprungligen Maschinenfabrik Augsburg-Nürnberg AG, är en europeisk industrikoncern med huvudkontor i München. År 2016 var omsättningen 113,6 miljarder euro och antalet anställda cirka 53 000. MAN tillhör de världsledande tillverkarna av tunga lastbilar och bussar. Det är ett dotterföretag till Traton SE inom Volkswagen-koncernen.

## Historik
Dagens MAN SE har sitt ursprung i GHH och M.A.N., vilka fusionerades 1986, efter att GHH ägt M.A.N. sedan 1920. Företagets historia sträcker sig tillbaka till mitten av 1700-talet. År 1758 startade järnbruket St. Antony i Oberhausen. År 1782 startades järnbruket Gute Hoffnung och dessa fusionerades tillsammans med Neue Essen 1808. År 1873 bildades Gutehoffnungshütte.
En parallell utveckling skedde i Augsburg och Nürnberg under 1840-talet där företagen Sander'sche Maschinenfabrik och Klett & Comp. grundades. Företagen gick samman 1898, varpå Vereinigten Maschinenfabrik Augsburg und Maschinenbaugesellschaft Nürnberg A.G. bildades. Detta företag bytte 1908 namn till Maschinenfabrik Augsburg-Nürnberg AG. År 1903 började  M.A.N. tillverka lastbilar.
Första världskriget innebar stora ekonomiska problem för företaget. År 1920 blev M.A.N. dotterbolag till Gutehoffnungshütte, Aktienverein für Bergbau und Hüttenbetrieb (GHH).

### Dieselutveckling
Under 1890-talet verkade Rudolf Diesel vid företaget och utvecklade sina dieselmotorer som sedan blivit företagets specialitet. 1923 var M.A.N. först med direktinsprutade diesel-motorer och 1934 startades utvecklingen av turbodieslar. År 1951 startade M.A.N. sin serieproduktion av turbodieslar. Under 1950-talet hade man framgångar med sin traktortillverkning av modellen MAN Ackerdiesel. I Sverige tillverkade Kockums förr MAN-dieslar på licens.

### M.A.N. efter 1945
År 1945 hamnade M.A.N. som dotterbolag till GHH under allierad kontroll och företaget förlorade alla sina utlandsbaserade företag. Ett återuppbyggnadsarbete startade där man bland annat öppnade en ny lastbilsfabrik i München 1955. De svårt bombade anläggningarna i Nürnberg återuppbyggdes helt. 
Under 1970-talet startade företaget en expansion då man 1971 förvärvade Büssing i Braunschweig och på sätt kom in på bussmarknaden. Samma år förvärvade man de traditionsrika buss- och lastbilstillverkarna Gräf & Stift och ÖAF som fusionerats till ett och samma företag i Österrike. MAN hade sedan 1936 haft ägarintressen i ÖAF. M.A.N. engagerades samtidigt i Ariane-projektet (1971). År 1978 tilldelades M.A.N. "Truck of the year"-priset för MAN 280 och 2005 tilldelades M.A.N. "Bus of the year"-priset för MAN Lion's City.

### MAN AG bildas
Under 1980-talet fortsattes företagets uppköp med ett förvärv 1980 av den danska dieseltillverkaren B&W. År 1986 gick M.A.N.  samman med GHH, varvid dagens MAN AG bildades. MAN förstärkte sin ställning bland europeiska lastbilstillverkare då det tog över Steyr Nutzfahrzeuge från Steyr-Daimler-Puch i Österrike. MAN säljer precis som i fallet med ÖAF fortfarande lastbilar med Steyr-namnet på den österrikiska marknaden.
År 2000 tillverkade MAN sin miljonte lastbil. År 2001 köptes Gottlob Auwärter GmbH & Co. KG som tillverkar kollektivtrafikbussar och långfärdsbussar under namnet NEOPLAN. I samband med uppköpet sammanfördes Neoplan med MAN:s busstillverkning i det nya företaget NEOMAN.
År 2006 försökte MAN av Volkswagen AG och Investor köpa Scania. Ett sammanslaget MAN och Scania, där också Volkswagens Brasilien-tillverkade lastbilar var tänkta att ingå, skulle bilda världens största tillverkare av tunga lastbilar. 
Det planerade förvärvet av Scania stoppades i januari 2007 i och med att såväl Volkswagen som Investor avvisade MAN:s bud.

## MAN:s dotterbolag
Koncernen omfattar flera olika områden utöver lastbilar och bussar, bland annat tryckpressar. Huvudbolag är MAN SE som är ett holdingbolag. De olika områden är egna bolag.

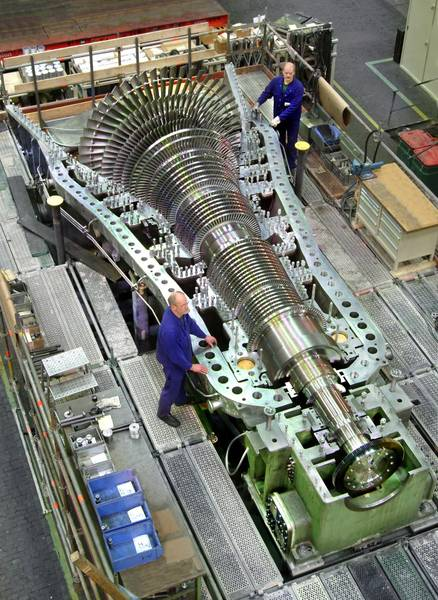
En ångturbin från MAN.

- MAN Nutzfahrzeuge AG
Tillverkning av tunga lastbilar. Lastbilstillverkaren MAN har en stark position på hemmamarknaden i Tyskland. MAN:s lastbilar har ett lejon i fronten (grillen) som kommer från en staty i Braunschweig. Lejonet infördes i samband med fusionen med Braunschweig-baserade Büssing 1971.
 MAN har haft långtgående samarbeten med Volkswagen AG. Bussarna tillverkas idag av dotterbolaget Neoman, som bildats genom sammanslagning av Neoplan och MAN. Vissa modeller säljs som Neoplan och andra under MAN. Bussarna är vanliga inom kollektivtrafik såväl som turisttrafik. MAN:s terränglastbilar är vanliga inom Tysklands försvarsmakt Bundeswehr. Under senare år har även den svenska försvarsmakten börjat använda MAN-lastbilar.[2]
- MAN Diesel SE
 Tillverkar fartygsdieslar. B&W har sitt ursprung i danska Burmeister & Wain som MAN förvärvade 1980. Företaget har en lång tradition av fartygsdieslar och var tidigt leverantör till bland andra Götaverken.  Burmeister und Wain fick rättigheter till dieseltillverkning av Rudolf Diesel 1898 och tillhör sedan dess de ledande på området. Huvudkontoret ligger i Augsburg med Köpenhamn som företagets äldsta produktionsort. MAN-lastbilar är vanliga i Danmark.[3]
- MAN Turbo AG (tidigare MAN Turbomaschinen AG)
 Tillverkning av turbomaskiner för olika ändamål. MAN Turbo har Oberhausen som huvudort med tillverkning även i Berlin, Zürich och Schio.[4]
- RENK
 Företaget ingår sedan 1923 i MAN.
- MAN Roland Druckmaschinen AG
 Är en av världens största tillverkare av ark- och rotationsoffsetpressar. MAN AG har 2006 minskat sin ägarandel i MAN Roland. Siktet är inställt på att inom de närmaste åren börsintroducera denna tryckpresstillverkare och att ge bolaget nya ägare.
- Neoman
Busstillverkning, bildat 2001 efter sammanslagning med Neoplan.

## Museum
MAN:s museum, MAN-Museum Augsburg, finns i Augsburg. Museet visar alla MAN-företags historia och här finns en rad fordon, motorer och tryckpressar. Museet skapades ursprungligen som M.A.N.-Werksmuseum 1953.